# Liste von Kunststilen in Frankreich
Die Liste von Kunststilen in Frankreich stellt künstlerische Bewegungen oder Perioden in Frankreich und nennt Künstler, die ihnen zugeordnet werden.

## Schule von Fontainebleau
Die École de Fontainebleau umfasste zwei Perioden künstlerischer Produktion während der Renaissance, die sich auf das Schloss von Fontainebleau konzentrierte.
Erste Schule (ab 1531)
- Rosso Fiorentino (Giovanni Battista di Jacopo de 'Rossi) (1494–1540), stammt aus Italien
- Francesco Primaticcio (um 1505–1570) (italienisch)
- Niccolò dell'Abbate (um 1509–1571)

Zweite Schule (ab 1590)
- Ambroise Dubois (ca. 1542–1614) (geboren in Flandern)
- Toussaint Dubreuil (um 1561–1602)
- Martin Freminet (1567–1619)

## Klassizismus
- Pierre Mignard (1612–1695)
- André Le Nôtre (1613–1700), Landschaftsarchitekt
- Charles Le Brun (1619–1690)
- Pierre Paul Puget (1620–1694)
- François Girodon (1628–1715)
- Charles de La Fosse (1636–1716)
- Antoine Coysevox (1640–1720)
- Nicolas de Largillière (1656–1746)
- Hyazinthe Rigaud (1659–1743)
- Antoine Coypel (1661–1722)

## Rokoko
- Antoine Watteau (1684–1721).
- Jean-Marc Nattier (1685–1766)
- Jean-Baptiste Oudry (1686–1755), Maler
- Nicolas Lancret (1690–1743), Maler
- Jean-Baptiste François Pater (1695–1736)
- Jean-Baptiste-Siméon Chardin (1699–1779)
- Charles Joseph Natoire (1700–1777), Maler
- François Boucher (1703–1770), Maler, Kupferstecher
- Jean-Honoré Fragonard (1732–1806)

## Neoklassizismus
- Jacques-Louis David (1748–1825), Maler
- Jean-Auguste-Dominique Ingres (1780–1867), Maler

## Romantik
- Anne-Louis Girodet de Roussy-Trioson (1767–1824)
- Antoine-Jean Gros (1771–1835)
- Pierre Narcisse Guérin (1774–1833)
- Théodor Géricault (1791–1824)
- Jean-Baptiste-Camille Corot (1796–1875)
- Eugène Delacroix (1798–1863)
- Théodore Rousseau (1812–1867)
- Jean-François Millet (1814–1875)
- Théodore Chassériau (1819–1856)
- Gustave Doré (1832–1883)

## L’art pompier
Der Ausdruck „pompier“ ist abwertend und bedeutet aufgeblasen; es bezieht sich auf akademische Maler in der Mitte bis Ende des 19. Jahrhunderts. Zum L'art pompier werden gerechnet:
- William-Adolphe Bouguereau (1825–1905)
- Alexandre Cabanel (1823–1889)
- Jean-Léon Gérôme (1824–1904)

## Barbizon-Schule
Die École de Barbizon war eine Landschafts- und Outdoor-Kunstbewegung, die dem Impressionismus vorausging. Die Stadt Barbizon liegt in der Nähe des Waldes von Fontainebleau. Théodore Rousseau kam 1848 in die Region und zog später andere Künstler an.
- Jean-Baptiste-Camille Corot (1796–1875)
- Narcisse-Virgile Diaz de la Peña (1808–1878) (geboren in Spanien)
- Konstantes Troyon (1810–1865)
- Jules Dupré (1811–1889)
- Théodore Rousseau (1812–1867)
- Jean-François Millet (1814–1875)
- Charles-François Daubigny (1817–1878)
- Felix Ziem (1821–1911)

## Naturalismus
Der Begriff Naturalismus wird viel kritisiert, impliziert jedoch eine offene und nicht idealisierte Darstellung des wirklichen Lebens, insbesondere der Arbeiterklasse und der Landarbeiter (im Gegensatz zu Jean-François Millets idealisierten Gemälden von Feldarbeitern) und von Orten wie Fabriken, Minen und beliebten Cafés.
- Ignaz François Bonhomme (1809–1881)
- Gustave Courbet (1819–1877)
- Théodule Ribot (1824–1891)
- Jules Bastien-Lepage (1848–1884)

## Impressionismus
Ab etwa 1872.
- Eugène Boudin (1824–1898)
- Camille Pissarro (1830–1903)
- Édouard Manet (1832–1883) (gilt als Vorläufer)
- Edgar Degas (1834–1917)
- Henri Fantin-Latour (1836–1904)
- Claude Monet (1840–1926) (Beginn der Ära des Impressionismus in Frankreich)
- Pierre-Auguste Renoir (1841–1919)
- Berthe Morisot (1841–1895)
- Gustav Caillebotte (1848–1894)

## Post-Impressionismus
Der Begriff wird am häufigsten mit den folgenden Künstlern in Verbindung gebracht, obwohl er gleichermaßen für die meisten Bewegungen gelten könnte, die zum Kubismus führen.
- Paul Cézanne (1839–1906)
- Henri Rousseau („le Douanier“) (1844–1910)
- Paul Gauguin (1848–1903)
- Vincent van Gogh (1853–1890) (niederländisch, arbeitete in Frankreich)
- Georges-Pierre Seurat (1859–1891), siehe auch Pointillismus
- Henri de Toulouse-Lautrec (1864–1901)

## Pont-Aven-Schule
Pont-Aven ist eine Stadt an der Küste der Bretagne, die im späten 19. Jahrhundert in den Jahren 1886 bis 1888 von Künstlern frequentiert wurde.
- Paul Gauguin (1848–1903)
- Paul Serusier (1865–1927)
- Émile Bernhard (1868–1941)

## Symbolismus
Vertreter des Symbolismus sind:
- Odilon Redon (1840–1916)
- Gustave Moreau (1826–1898)
- Pierre Puvis de Chavannes (1824–1898)

## Les Nabis
Der Ausdruck kommt vom hebräischen Wort für „Propheten“; ab etwa 1888. Zur Künstlergruppe Nabis zählen:
- Aristide Maillol (1861–1944)
- Paul Signac (1863–1935)
- Paul Ranson (1864–1909)
- Paul Serusier (1865–1927)
- Felix Vallotton (1865–1925)
- Ker Xaver Roussel (1867–1944)
- Pierre Bonnard (1867–1947)
- Édouard Jean Vuillard (1868–1940)
- George Lacombe (1868–1916)
- Moritz Denis (1870–1943)
- Henri Manguin (1874–1949)

## Fauvismus
Fauvismus oder Les Fauves bedeutet „wilde Tiere“. Sie erschienen erstmals im Salon d’Automne 1905–1908.
- Henri Matisse (1869–1954)
- Georges Rouault (1871–1958)
- Maurice de Vlaminck (1876–1958)
- Andre Derain (1880–1954)

## Kubismus
- Pablo Picasso (1881–1973) (Spanisch)
- Georges Braque (1882–1963)
- Fernand Leger (1881–1955)
- Louis Marcoussis (Louis Markus) (1883–1941) (geboren in Polen)
- Jean Metzinger (1883–1956)
- Juan Gris (1887–1927) (Spanisch)
- Jacques Lipchitz (1891–1973) (geboren in Polen)

## Orphismus oder die Puteaux-Gruppe
Zur Gruppe Section d’Or zählen:
- Guillaume Apollinaire (1880–1918) (in Italien geborener Dichter und Kunstkritiker, lebte in Frankreich)
- Robert Delaunay (1885–1941)
- Marcel Duchamp (1887–1968)
- Raymond Duchamp-Villon (1876–1918)
- Roger de la Fresnaye (1885–1925)
- Albert Gleizes (1881–1953)
- František Kupka (1871–1957) (Tscheche, arbeitete in Frankreich)
- Henri Le Fauconnier (1881–1946)
- Fernand Leger (1881–1955)
- Louis Marcoussis (1878–1941) (aus Polen, arbeitete in Frankreich)
- Jean Metzinger (1883–1956)
- Francis Picabia (1879–1953)
- Georges Ribemont-Dessaignes (1884–1974)
- Jacques Villon (1875–1963)

## Les Arts incohérents
Die 1882 gegründete Bewegung Les Arts incohérents nahm satirisch und respektlos viele der Kunsttechniken und -haltungen vorweg, die später mit Avantgarde und Anti-Kunst in Verbindung gebracht wurden.
- Jules Levy (1857–1935)
- Alfons Allais (1854–1905)
- Sapeck (Eugène Bataille) (französisch) (1854–1891)
- Émile Cohl (1857–1938)
- Paul Bilhaud

## Dada
- Marcel Duchamp (1887–1968)
- Francis Picabia (1879–1953)
- Jean (Hans) Arp (1886–1966)
- Man Ray (1890–1976) (Amerikaner)

## Surrealismus
- Marcel Duchamp (1887–1968)
- Marc Chagall (1887–1985)
- Yves Tanguy (1900–1955)
- Max Ernst (1891–1976)
- Andre Masson (1896–1987)
- Jean (Hans) Arp (1886–1966)
- Hans Bellmer (1902–1975)
- Fernand Leger (1881–1955)
- Paul Delvaux (1897–1994) (belgisch)
- René Iché (1897–1954)
- René Magritte (1898–1967) (belgisch)
- Salvador Dalí (1904–1989) (katalanisch, arbeitete um 1927 in Paris)
- Joan Miró (1893–1983) (spanisch, arbeitete in den 1920er Jahren in Paris)

## Pariser Schule
Die École de Paris beginnt um 1925.
- Constantin Brâncuși (1876–1957) (Französisch, geboren in Rumänien)
- Raoul Dufy (1877–1953)
- Amedeo Modigliani (1884–1920) (Italiener, arbeitete in Paris)
- Marc Chagall (1887–1985) (Franzose, geboren in Weißrussland)
- Chaïm Soutine (1894–1943) (Franzose, geboren in Litauen)

## Tachismus oder l’art informel
Der Tachismus entstand in den 1940er Jahren in Paris.
- Jean Fautrier (1898–1964)
- Jean Dubuffet (1901–1985)
- Wols (Alfred Otto Wolfgang Schulze) (1913–1951) (deutsch, arbeitete in Frankreich)
- Georg Mathieu
- Michel Tapie

## Pop-Art
- Victor Vasarely (1906–1997), geboren in Ungarn
- François Morellet (1926–2016)
- Jean-Pierre Yvaral, Sohn von Vasarely

## Lettrismus
Der Lettrismus wurde 1945 von Isou begründet.
- Isidore Isou (1925–2007)

## Situationistische Internationale
Obwohl die Situationistische Internationale per se keine Kunstbewegung war, trug sie zum Détournement der Kunst hervor. Siehe auch Mai 1968 in Frankreich.
- Guy Debord

## Fluxus
Die internationale Kunstbewegung Fluxus wurde 1962 gegründet.
- Robert Filliou (1926–1987)
- Ben Vautier (genannt „Ben“) (1935–2024)

## Nouveau Realisme
Die Bewegung Nouveau Réalisme wurde Anfang 1960 gegründet und ähnelte der Pop-Art-Bewegung in New York.
- Raymond Hain
- Arman
- Yves Klein
- Jacques de la Villelé
- Kampf Raysse
- Daniel Spoerri
- Francois Dufrêne
- Pierre Restany
- Jean Tinguely
- César
- Mimmo Rotella
- Niki de Saint-Phalle
- Gerhard Deschamps

## Figuration Libre
Die Figuration Libre entstand Anfang der 1980er Jahre.
- Remi Blanchard
- Francois Boisrond
- Robert Kombas
- Hervé Di Rosa